# Adolf von Oer
Adolf Hubertus Maria Freiherr von Oer (* 21. Februar 1863 auf Haus Egelborg bei Legden; † 31. März 1941 ebenda) war ein deutscher Politiker (Zentrum).

## Leben
Adolf von Oer besuchte das Gymnasium in Münster und Vechta. 1882 bis 1887 studierte er Rechtswissenschaften in Bonn und Göttingen. 1887 besuchte er die Forstakademie in Hann. Münden. Er war 1888 bis 1889 im Landratsamt Coesfeld beschäftigt und widmete sich dann der Bewirtschaftung des Familiengutes.
Adolf von Oer, der katholischer Konfession war, war Mitglied des Zentrums. Für seine Partei war er Ehrenamtsmann bzw. Bürgermeister des Amts Legden, Mitglied des Kreistags und des Kreisausschusses des Kreises Ahaus und Kreisdeputierter. Er war Mitglied der Landwirtschaftskammer der Provinz Westfalen. 1897 bis 1933 war er Mitglied des Provinziallandtags der Provinz  Westfalen. 1933 gehörte er auch dem Provinziallandtag an. Von Mai 1921 bis Februar 1926 und erneut von Januar 1930 bis zum 10. Juli 1933 war er Mitglied im preußischen Staatsrat. Dort war er Vorsitzender der Zentrumsfraktion und 1921 bis 1923 Vorsitzender des Wirtschaftsausschusses und danach bis 1926 stellvertretender Vorsitzender des Wirtschaftsausschusses. 1933 war er Alterspräsident des Staatsrates.
Adolf von Oer war der Vater des Verwaltungsjuristen und Politikers Clemens von Oer.